# ジェリー・ペニャロサ
ジェロニモ・"ジェリー"・ペニャロサ（Geronimo "Gerry" Penalosa、1972年8月7日 - ）は、フィリピンのプロボクサー。西ネグロス州サン・カルロス出身。元WBC世界スーパーフライ級王者。元WBO世界バンタム級王者。世界2階級制覇王者。
日本では川島郭志を破ったことや徳山昌守と2度の激闘を繰り広げたことで知られる。
フィリピンではペニャロサ三兄弟の三男として知られている。長兄のドディ・ボーイ・ペニャロサはIBF世界ライトフライ級・フライ級の2階級制覇を達成し、次兄のジョナサン・ペニャロサもフライ級での世界挑戦経験がある。また、父親のカール・ペニャロサも藤猛のOBF東洋スーパーライト級王座に挑戦した経験のある元ボクサーである。

## 来歴
1989年5月20日、デビュー戦、5ラウンドKO勝利。
1990年1月18日、空位のIBFインターコンチネンタルライトフライ級王座を獲得。
1992年8月1日、フィリピンバンタム級王座を獲得。

### 世界王座獲得
1997年2月20日、両国国技館でWBC世界スーパーフライ級チャンピオンの川島郭志（ヨネクラ）の指名挑戦者として対戦。一進一退の攻防を繰り広げ、2-1の僅差の判定で川島を下し、世界王座獲得に成功する。
王座獲得後は、鬼塚勝也と接戦を演じた李承九との対戦を含む3度の防衛に成功するが、1998年8月27日に韓国の曺仁柱に1-2の判定で敗れ王座陥落。

### 世界王座陥落後
王座陥落後、しばらく試合から遠ざかる。1999年6月5日の再起戦は、NABA北米スーパーフライ級タイトルがかかった試合であった。ペニャロサはこれに2RKOで勝利し、再び世界へと挑戦することになった。
2000年1月2日、指名挑戦者として曺仁柱とのリターンマッチに臨む。しかし、結果はまたも1-2の僅差判定負け。その後も、世界王座復帰を目指しリングに上がり、2001年5月にはマニラでの世界前哨戦で山口圭司（木村）に1RKO勝ち。

### 徳山との対戦
当時、長期政権を築いていた徳山と2度に渡って戦い、いずれも微妙な判定で敗れている。なお、ペニャロサは2度ともランキング1位の指名挑戦者であった。

### 世界王座復帰
2007年8月11日、WBO世界バンタム級タイトルマッチに出場し、王者ジョニー・ゴンサレスと対戦。大方の予想はゴンザレス有利に傾いていたが、周囲の予想に反し7RTKOでペニャロサが勝利。世界王座転落から9年後、35歳で2階級制覇を達成した。
2009年4月25日、バンタム級王座を保持したまま（試合後王座を返上）、WBO世界スーパーバンタム級王者ファン・マヌエル・ロペスに挑戦。これまで、世界戦を全て1Rで終わらせているロペスに対し、圧倒されながらも懸命に反撃するが、9R終了時点で棄権しTKO負けとなった。
2010年2月13日、WBO世界バンタム級暫定王座決定戦でエリック・モレルと対戦し、12回判定負けで王座獲得ならず。

### 現役引退
2010年10月10日、フィリピン、サンボアンガシティで、ヨドサエンケン・キャットマンミー（タイ）と対戦し、4回1分49秒TKO勝利を飾り、試合後に現役引退を発表した。 

## 獲得タイトル
- WBC世界スーパーフライ級王座（防衛3）
- WBO世界バンタム級王座（防衛1）